# یواس‌اس تاکونی (۱۸۶۳)

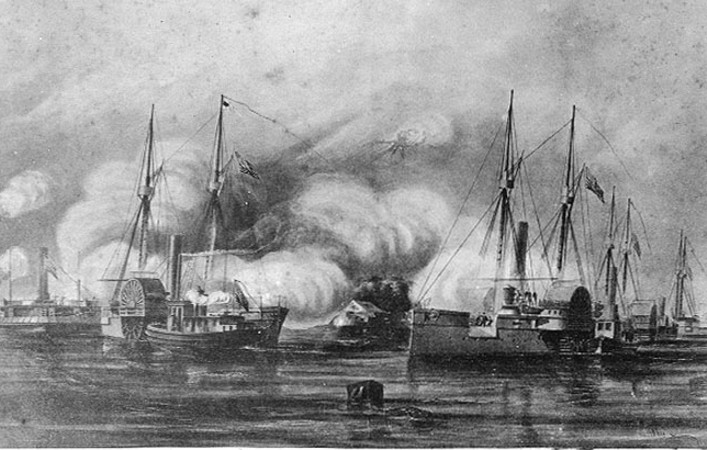
تصویر کشتی

یواس‌اس تاکونی (۱۸۶۳) (به انگلیسی: USS Tacony (1863)) یک کشتی بود که طول آن ۲۰۵ فوت (۶۲ متر) بود. این کشتی در سال ۱۸۶۳ ساخته شد.